# Pala Pala (localidad)
Pala Pala es una localidad argentina ubicada en el departamento Leales de la provincia de Tucumán. Se extiende sobre la ruta provincial 320, casi conurbada con la localidad de Villa Fiad. La localidad nació a partir de una estación de ferrocarril que vinculaba el Ingenio Leales, ubicado unos 2 km al sur, con San Miguel de Tucumán, y era el eje a partir del cual se estructuró la población, siendo una de las localidades con dos plazas. Dicha estación fue desmantelada.

## Población
Cuenta con 668 habitantes (Indec, 2010), lo que representa un incremento del 47% frente a los 455 habitantes (Indec, 2001) del censo anterior.
| Gráfica de evolución demográfica de Pala Pala entre 1991 y 2010 |
|                                                                 |
| Fuente: Censos nacionales del INDEC                             |